# ISO/IEC 27001
ISO/IEC 27001 — международный стандарт по информационной безопасности, разработанный совместно Международной организацией по стандартизации и Международной электротехнической комиссией. Подготовлен к выпуску подкомитетом SC27 Объединённого технического комитета JTC 1. Стандарт содержит требования в области информационной безопасности для создания, развития и поддержания Системы менеджмента информационной безопасности (СМИБ).

## Цель и назначение стандарта

### Назначение стандарта
В стандарте ISO/IEC 27001 (ISO 27001) собраны описания лучших мировых практик в области управления информационной безопасностью. ISO 27001 устанавливает требования к системе менеджмента информационной безопасности для демонстрации способности организации защищать свои информационные ресурсы. Настоящий стандарт подготовлен в качестве модели для разработки, внедрения, функционирования, мониторинга, анализа, поддержки и улучшения СМИБ.

### Цель стандарта
Цель СМИБ — выбор соответствующих мер управления безопасностью, предназначенных для защиты информационных активов и гарантирующих доверие заинтересованных сторон.

### Основные понятия
Информационная безопасность — сохранение конфиденциальности, целостности и доступности информации; кроме того, могут быть включены и другие свойства, такие как подлинность, невозможность отказа от авторства, достоверность.
- Конфиденциальность — обеспечение доступности информации только для тех, кто имеет соответствующие полномочия (авторизированные пользователи).
- Целостность — обеспечение точности и полноты информации, а также методов её обработки.
- Доступность — обеспечение доступа к информации авторизированным пользователям, когда это необходимо (по требованию).

Само понятие «защиты информации» трактуется международным стандартом как обеспечение конфиденциальности, целостности и доступности информации. Основа стандарта ИСО 27001 — система управления рисками, связанными с информацией. Система управления рисками позволяет получать ответы на следующие вопросы:
- на каком направлении информационной безопасности требуется сосредоточить внимание;
- сколько времени и средств можно потратить на данное техническое решение для защиты информации.

## Краткая история развития серии стандартов по информационной безопасности
|  |  |

Первым стандартом по информационной безопасности, является принятый на государственном уровне в 1995 году и разработанный Британским институтом стандартов BS 7799 — Part 1. В 1999 году эта версия стандарта была переработана и передана в Международную Организацию по Сертификации, а в 2000 году утверждена в качестве международного стандарта ISO/IEC 17799:2000 (BS 7799-1:2000). Последней версией данного стандарта, принятой в 2005 году, является ISO/IEC 17799:2005. В сентябре 2002 года в силу вступила вторая часть стандарта BS 7799 Part 2 Information Security management — specification for information security management systems (Спецификация системы управления информационной безопасностью). Вторая часть BS 7799 пересматривалась в 2002 г., а в конце 2005 г. была принята ISO в качестве международного стандарта ISO/IEC 27001:2005 «Информационные технологии — Методы обеспечения безопасности — Системы управления информационной безопасностью — Требования».

## Основные принципы и подходы стандарта ISO/IEC 27001:2013
Стандарт ISO 27001 гармонизирован со стандартами систем менеджмента качества ISO 9001:2000 и ISO 14001:2004 и базируется на их основных принципах и процессном подходе. Более того, обязательные процедуры стандарта ISO 9001 требуются и стандартом ISO 27001. Структура документации по требованиям ISO 27001 аналогична структуре по требованиям ISO 9001. Большая часть документации, требуемая по ISO 27001, уже могла быть разработана, и могла использоваться в рамках ISO 9001. Таким образом, если организация уже имеет систему менеджмента в соответствии, например, с ISO 9001 или ISO 14001, то предпочтительно обеспечивать выполнение требования стандарта ISO 27001 в рамках уже существующих систем. Также основными принципами стандарта ISO 27001 являются:
- Конфиденциальность информации
- Целостность информации
- Доступность информации

## Структура Стандарта ISO/IEC 27001:2005
- Предисловие
- Введение
- Область приложения
- Нормативные ссылки
- Термины и определения
- Система менеджмента защиты информации
- Ответственность руководства
- Внутренние аудиты СМИБ
- Анализ СМИБ со стороны руководства
- Улучшение СМИБ
- Приложение А (обязательное) цели управления и средства управления
- Приложение В (информационное) принципы OECD и этот международный стандарт
- Приложение С (информационное) соответствие между ISO 9001:2000, ISO 14001:2004 и этим международным стандартом
- Библиография

## ISO/IEC 27001:2013
В 2013 году Международной организацией по сертификации была разработана и принята новая версия стандарта ISO/IEC 27001:2013. Изменения коснулись как структуры стандарта, так и требований.

### Изменения в структуре стандарта ISO/IEC 27001:2013
Структура основных требований стандарта ISO/IEC 27001:2013 приведена в соответствии с Директивами ISO/IEC (то есть все стандарты международной организации будут иметь идентичную структуру разделов). На русский язык данная версия стандарта ещё не переведена, но английский вариант текстового содержания нового стандарта таков:
- Introduction
- Scope
- Normative references
- Terms and definitions
- Context of organization
- Leadership
- Planning
- Support
- Operation
- Performance evaluation
- Improvement

Также произошли изменения в структуре Приложения «А» стандарта. Появились три новых раздела:
- «A.10 Криптография»,
- «A.13 Безопасность коммуникаций»,
- «A.15 Взаимоотношения с поставщиками».

Раздел «А.10 Криптография» не является новым, его требования повторяют отдельные пункты раздела А.12 старой версии стандарта. Разделы «A.13 Безопасность коммуникаций» и «A.15 Взаимоотношения с поставщиками» собрали отдельные пункты по разделам Приложения «А» версии 2005, а также включили некоторые новые требования.

### Изменения в требованиях стандарта ISO/IEC 27001:2013
Изменения в основной части новой версии стандарта ISO/IEC 27001:2013:
- четко сформулированы требования к целям системы менеджмента информационной безопасности.
- упрощены требования к текстовому описанию рисков
- исключена обязательность выпуска «Положения о принятии остаточных рисков» со стороны высшего руководства.
- установлена четкая связка «Положения о применимости — SoA».
- введено понятие и требование по определению «Владельца риска» вместо «Владельца актива».
- четко сформулированы и дополнены требования по мониторингу СМИБ.
- упрощены требования к управлению документацией и записями системы менеджмента информационной безопасности.
- четко определены требования по коммуникациям в рамках системы менеджмента информационной безопасности.

Наиболее существенным изменением в основной части является требование по определению «Владельцев рисков».
Новые требования в рамках Приложения «А» ISO/IEC 27001:2013:
- A.6.1.4 Information security in project management
- A.12.6.2 Restrictions on software installation
- A.14.2.1 Secure development policy
- A.14.2.5 System development procedures
- A.14.2.6 Secure development environment
- A.14.2.8 System security testing
- A.15.1.1 Information security policy for supplier relationships
- A.15.1.3 Information and communication technology supply chain
- A.16.1.4 Assessment and decision of information security events
- A.17.1.2 Implementing information security continuity
- A.17.2.1 Availability of information processing facilities

В приложении «А» количество требований (контролей) уменьшилось со 133 до 113. Приложение «А» ISO/IEC 27001 содержит перечень целей и средств управления, которые совпадают с аналогичными целями и средствами управления в ISO 27002, но не столь детализированы. Приложение «B» содержит таблицу, в которой показано соответствие процедур СМИБ и этапов PDCA принципам Организации по экономическому сотрудничеству и развитию (OECD). Если компания уже внедрила ISO 9001 или ISO 14001, то ей понадобится Приложение «С», которое содержит таблицу соответствия требований стандартов ISO 9001, 14001 и 27001.

## ISO/IEC 27001:2022
В октябре 2022 года была опубликована обновлённая версия стандарта — ISO/IEC 27001:2022, пришедшая на смену версии 2013 года. Основное обновление связано с актуализацией средств управления информационной безопасностью и их синхронизацией с пересмотренным стандартом ISO/IEC 27002:2022. Новый список контролей (мер управления), приведённый в Приложении A ISO/IEC 27001:2022, идентичен перечню, предложенному в ISO/IEC 27002:2022. Он основан на более простой таксономии и современных подходах к управлению безопасностью.

### Изменения в структуре стандарта
Существенным изменением является переход на гармонизированную структуру, принятую во всех современных стандартах систем менеджмента ISO. Это позволило усилить акцент на процессный подход в управлении информационной безопасностью, сделав процессы, их взаимодействие и целевые показатели контроля более прозрачными и управляемыми.
Также были внесены уточнения в ряде пунктов основного текста стандарта:
- Пункт 5.3 был дополнен требованием обеспечения осведомлённости внутри организации о ролях, обязанностях и полномочиях в сфере информационной безопасности.
- Пункт 7.4 был переработан с целью уточнения требований к внутренней и внешней коммуникации по вопросам СУИБ. Добавлены рекомендации по выбору форм и способов коммуникации.
- Пункты 9.2 и 9.3, касающиеся внутреннего аудита и анализа со стороны руководства соответственно, были структурированы в виде подпунктов: 9.2.1 и 9.2.2, а также 9.3.1, 9.3.2 и 9.3.3.

### Изменения в требованиях стандарта
В Приложении A структура доменов контроля была пересмотрена. Вместо прежних 14 групп, средства управления теперь сгруппированы по 4 темам:
- A.5 — Организационные меры управления (37 контролей)
- A.6 — Управление персоналом (8 контролей)
- A.7 — Физические меры управления (14 контролей)
- A.8 — Технические меры управления (34 контроля)

Общее количество средств управления сократилось с 114 до 93. При этом были добавлены 11 новых контролей, включая:
- A.5.7 — Анализ угроз
- A.5.23 — Информационная безопасность при использовании облачных сервисов
- A.5.30 — Готовность ИКТ к обеспечению непрерывности бизнеса
- A.7.4 — Мониторинг физической безопасности
- A.8.9 — Управление конфигурацией
- A.8.10 — Удаление информации
- A.8.11 — Маскирование данных
- A.8.12 — Предотвращение утечки данных
- A.8.16 — Мониторинг активности
- A.8.23 — Веб-фильтрация
- A.8.28 — Безопасная разработка программного обеспечения

Обновления отражают актуальные вызовы в области информационной безопасности, включая управление облачными сервисами, обеспечение киберустойчивости и защиту от утечек данных.

## Сертификация
СМИБ может быть сертифицирована на соответствие стандарту ISO/IEC 27001 рядом аккредитованных регистраторов по всему миру. Сертификация по любому из признанных национальных вариантов ISO/IEC 27001 (например, JIS Q 27001, японская версия, IAF MLA) аккредитованным органом по сертификации функционально эквивалентна сертификации по самому ISO/IEC 27001.
В некоторых странах органы, проверяющие соответствие систем менеджмента установленным стандартам, называются «органами по сертификации», в других - «регистрационными органами», «органами по оценке и регистрации», «органами по сертификации/регистрации», а иногда и «регистраторами».
Сертификация ISO/IEC 27001, как и другие сертификации систем менеджмента ISO, обычно включает в себя трехэтапный процесс внешнего аудита, определенный стандартами ISO/IEC 17021 и ISO/IEC 27006:
- стадия 1 — изучение аудитором ключевых документов системы менеджмента информационной безопасности — положение о применимости (SoA), план обработки рисков (RTP), и др. Может выполняться как на территории организации так и путём высылки этих документов внешнему аудитору;
- стадия 2 — детальный, глубокий аудит включая тестирование внедренных мер и оценка их эффективности. Включает полное изучение документов, которые требует стандарт;
- стадия 3 — выполнение инспекционного аудита для подтверждения, что сертифицированная организация соответствует заявленным требованиям. Выполняется на периодической основе.

Процедура сертификации системы менеджмента по любому из международных стандартов или их комбинации подразделяется на 4 этапа:

## Основные этапы и процедура сертификации систем менеджмента

### Подготовка к сертификации
Прежде чем организация сможет пройти сертификационный аудит на соответствие ISO/IEC 27001, необходимо тщательно подготовиться. Этот этап определяет, насколько успешно пройдет сама сертификация, и помогает избежать неожиданных проблем. Подготовка включает несколько ключевых направлений работы.
Первым шагом является анализ текущего состояния системы управления информационной безопасностью. Для этого проводится gap-анализ, в ходе которого сравниваются существующие процессы, политики и документы с требованиями стандарта. Это позволяет выявить слабые места, например, отсутствие регулярного пересмотра рисков или неполный учет информационных активов. Дополнительно оценивается зрелость СУИБ, например, по циклу PDCA (Plan-Do-Check-Act), чтобы понять, насколько процессы отлажены и соответствуют лучшим практикам.
Далее разрабатывается ключевая документация: политика ИБ, заявление о применимости (SoA) и план обработки рисков (RTP). Документы должны быть практичными, а не формальными. Также создаются регламенты по управлению инцидентами и доступом.
Одновременно выбирается сертифицирующий орган с учетом его аккредитации, отраслевого опыта и стоимости услуг. После заключения договора можно приступать к основному аудиту.

### 1 этап. Предварительный аудит
Предварительный обзор СУИБ. Он включает в себя проверку наличия и полноты ключевой документации, такой как политика информационной безопасности организации, заявление о применимости (SoA) и план обработки рисков (RTP). Аудитор проведет краткую встречу с некоторыми сотрудниками, чтобы проверить, находятся ли их знания требований стандарта на приемлемом уровне. Они решат, готова ли организация к аудиту на этапе 2. Они также обсудят любые проблемы или конкретные ситуации до начала аудита 2-го этапа и определят план аудита, включая темы и то, кто и в какой день необходим.

### 2 этап. Сертификационный аудит
Более подробный и формальный аудит соответствия, независимая проверка СУИБ на соответствие требованиям, указанным в ISO/IEC 27001. Аудиторы будут искать доказательства, подтверждающие, что система управления была должным образом разработана и внедрена, а также фактически функционирует (например, подтверждая, что комитет по безопасности или аналогичный орган управления регулярно проводит заседания для надзора за СУИБ). Сертификационные аудиты обычно проводятся ведущими аудиторами ISO/IEC 27001. Прохождение этого этапа приводит к тому, что СУИБ получает сертификат соответствия ISO/IEC 27001.

### Выдача сертификата и надзор.
После успешного прохождения сертификационного аудита организация получает сертификат соответствия ISO/IEC 27001, подтверждающий, что ее система управления информационной безопасностью соответствует международным требованиям. Однако на этом работа не заканчивается — для поддержания сертификата необходимо регулярно подтверждать соответствие стандарту.
Сертификат выдается на три года, но уже в первый год проводится надзорный аудит, обычно через 9–12 месяцев после основного. Его цель — проверить, продолжает ли компания соблюдать требования ISO/IEC 27001, и выявить возможные отклонения.
Через три года проводится ресертификационный аудит, который по глубине проверки аналогичен первоначальному. Его успешное прохождение продлевает действие сертификата на новый срок.